# Куган, Гвин
Гвиннет Глин (Гвин) Куган (англ. Gwynneth Glyn "Gwyn" Coogan; род. 21 августа 1965, Трентон), в девичестве Хардести (англ. Hardesty) — американская легкоатлетка, специалистка по бегу на средние и длинные дистанции, кроссу и марафону. Выступала за сборную США по лёгкой атлетике в 1990-х годах, обладательница бронзовой медали Игр доброй воли в Санкт-Петербурге, чемпионка США в марафоне, победительница ряда крупных стартов на шоссе и на дорожке, участница летних Олимпийских игр в Барселоне. Также известна как преподаватель математики.

## Биография
Гвиннет Хардести родилась 21 августа 1965 года в Трентоне, штат Нью-Джерси.
Серьёзно заниматься спортом начала во время учёбы в подготовительной школе Академии Филлипса в Эксетере, играла здесь в сквош, лякросс, хоккей на траве.
Впоследствии изучала математику в Колледже Смит. Увлёкшись бегом, вступила в местную легкоатлетическую команду Smith Pioneers, с которой успешно выступала на различных студенческих соревнованиях, в частности дважды побеждала в дисциплине 3000 метров в третьем дивизионе чемпионата Национальной ассоциации студенческого спорта (NCAA). Окончила колледж в 1987 году.
Впервые заявила о себе на международном уровне в сезоне 1991 года, когда вошла в состав американской сборной и выступила на чемпионате мира по кроссу в Антверпене, где заняла 29-е место.
В 1992 году на национальном олимпийском отборочном турнире в Новом Орлеане, имевшем статус чемпионата США, выиграла бронзовую медаль в зачёте бега на 10 000 метров — тем самым удостоилась права защищать честь страны на летних Олимпийских играх в Барселоне. На Олимпиаде в программе 10 000 метров не смогла преодолеть предварительный квалификационный этап, показав время 33:13.33.
В 1993 году на кроссовом чемпионате мира в Аморебьета-Эчано показала 101-й результат.
В 1994 году заняла 27-е место на чемпионате мира по кроссу в Будапеште, в дисциплине 10 000 метров получила серебро на чемпионате США в Ноксвилле, с личным рекордом 32:08.77 взяла бронзу на Играх доброй воли в Санкт-Петербурге.
В 1995 году показала 37-й результат на кроссовом чемпионате мира в Дареме, с личным рекордом 2:32:58 одержала победу на марафоне Twin Cities в Сент-Поле, финишировала седьмой на дистанции 10 000 метров на Панамериканских играх в Мар-дель-Плате.
В 1997 году стартовала на чемпионате мира по кроссу в Турине, бежала 10 000 метров на чемпионате мира в Афинах.
В 1998 году с результатом 2:33:37 выиграла Хьюстонский марафон, став при этом чемпионкой США на марафонской дистанции.
В 1999 году отметилась победой на чемпионате США по полумарафону в Паркерсберге.
Завершила спортивную карьеру по окончании сезона 2001 года.
Будучи действующей спортсменкой, продолжала изучать математику, в основном раздел теории чисел, в 1999 году в Колорадском университете в Боулдере получила степень доктора философии. Проходила постдокторантуру вместе с известным математиком Кеном Оно в Висконсинском университете в Мадисоне. Преподавала математику в Колледже Худ и позднее в Академии Филлипса в Эксетере.
Замужем за бегуном Марком Куганом, выступавшим в марафоне на Олимпиаде в Атланте. Их дочь Катрина Куган тоже занималась бегом, успешно выступала за команду Джорджтаунского университета.